# Lord of the Flies (Iron Maiden)
Lord of the Flies is een single van het album The X Factor van Iron Maiden dat is uitgebracht in 1996, maar in 1995 is opgenomen. Het nummer is gebaseerd op het gelijknamige boek van William Golding en de beide films uit 1963 en 1990. Verder staan er twee covers op de single van de bands UFO en The Who.
De single is alleen buiten het Verenigd Koninkrijk uitgebracht.

## Tracklisting single
1. "Lord of the Flies" (Steve Harris, Janick Gers) - 5:04
2. "My Generation" (cover van The Who) - 3:38
3. "Doctor Doctor" (cover van UFO) - 4:50

## Bezetting
- Blaze Bayley - Zang
- Dave Murray – Gitaar
- Janick Gers – Gitaar
- Steve Harris – Bass
- Nicko McBrain – Drums